# Lissy
Lissy é um comuna francesa localizada no departamento de Seine-et-Marne, na região administrativa de Île-de-France.
De acordo com o censo de 1999 tem 171 habitantes.